# Conjunto de arcas do Museu Paulista
O conjunto de arcas do Museu Paulista constitui uma série de canastras, baús, caixas ou arcas presentes no Museu Paulista, que são parte do acervo de objetos. São dezenas de itens, caracteristicamente considerados móveis de guarda, os quais datam do século XVII até a primeira metade do XIX.
Apesar de fazer parte do acervo da instituição anteriormente, este acervo foi amplamente catalogado por José Wasth Rodrigues, também colaborador do Serviço do Patrimônio Histórico e Artístico Nacional (SPHAN), através das fichas no “Descrições de mobiliário do acervo do Museu Paulista”. Este levantamento foi realizado em 1948 e tratava de 70 peças.
Destaca-se no acervo a arca canastra de Antônio Bento de Moura, considerada um importante registro histórico do tropeirismo.

## Histórico
Como parte do acervo do Museu Paulista, as arcas representam móveis que estariam presentes em toda casa do Império Português durante o século XVII. Porém, especialmente retratam as residências paulistas, além do cotidiano e hábitos sociais e domésticos dos habitantes de cidade de São Paulo durante o período colonial.
Os móveis de guarda, principalmente as caixas, eram considerados um dos itens mais predominantes nas residências paulistas, somente perdendo em frequência para os móveis de assento. Esse mobiliário ainda era importante, não só por guardar, mas também por transportar mercadorias e objetos pessoais em viagens.
Durante as excursões pelo interior paulista e para outras regiões brasileiras, esses móveis de guarda eram levados em embarcações, nos percursos fluviais, ou em lombos de animais, nos percursos terrestres. Neste segundo caso, as caixas também podiam ser empilhadas e serviam como proteção para os viajantes em momentos de descanso.

## Descrição
As arcas presentes no acervo do Museu Paulista são de madeira, por vezes de jacarandá-da-baía. Também costumam ter gavetas e fechaduras, mas não contam com revestimento de couro.
Com relação às diferentes denominações, as caixas são os itens que apresentam tampa reta, a qual se apoia na parte inferior do objetos. As arcas têm tampas arqueadas, as quais completam a parte de baixo do móvel.